# Luke Carelse
Luke Carelse (* 19. Juli 1993 in Kapstadt) ist ein südafrikanischer Eishockeyspieler, der seit 2011 bei den Cape Town Penguins in der Western Provinces Ice Hockey League spielt.

## Karriere
Luke Carelse begann seine Karriere in seiner Heimatstadt Kapstadt bei den Cape Town Eagles. 2011 wechselte der Verteidiger zu den Cape Town Penguins aus der Western Provinces Ice Hockey League, einer der regionalen Ligen, deren Sieger den südafrikanischen Meistertitel ausspielen, für die er seither spielt.

### International
Carelse stand zunächst bei den U-18-Weltmeisterschaften 2009, 2010 und 2011 für sein Heimatland in der Division III auf dem Eis.
In der Herren-Nationalmannschaft debütierte er als 17-Jähriger bei der Weltmeisterschaft 2011 in der Division III, als sein Team beim Heimturnier in Kapstadt hinter Israel den zweiten Platz belegte und so gemeinsam mit den Israelis den Aufstieg in die Division II erreichte. Dort waren sie im Folgejahr aber weitgehend chancenlos und mussten nach fünf Niederlagen in fünf Spielen den sofortigen Wiederabstieg hinnehmen. So stand Carelse 2013 erneut in der Division III und erneut in seiner Geburtsstadt auf dem Eis. So chancenlos die Südafrikaner im Vorjahr in der Division II gewesen waren, so sehr beherrschten sie nun die Division III: Fünf Siege aus fünf Spielen, darunter ein 15:0-Erfolg gegen die Vereinigten Arabischen Emirate, bedeuteten den erneuten Aufstieg in die Division II. Dort spielte er mit den Springboks dann 2014 und 2015. Nach dem zwischenzeitlichen Abstieg spielte er 2018, 2019, 2022, 2023 und 2024 wieder in der Division III. Zudem vertrat er seine Farben bei der Olympiaqualifikation für die Winterspiele in Mailand 2026.

## Erfolge und Auszeichnungen
- 2011 Aufstieg in die Division II, Gruppe B, bei der Weltmeisterschaft der Division III
- 2013 Aufstieg in die Division II, Gruppe B, bei der Weltmeisterschaft der Division III
- 2022 Aufstieg in die Division III, Gruppe A, bei der Weltmeisterschaft der Division III, Gruppe B